# 社会安全省
社会安全省（朝鲜语：／），旧称人民保安省（朝鲜语：／），是朝鮮的警察和公共安全行政管理部门。朝鮮民主主義人民共和國國務委員會的直属部门之一。

## 历史
1945年11月29日，朝鲜内務省旗下的政治保安局成立，后独立为社会安全省，1972年12月根据憲法改名为社会安全部。1982年4月改編在朝鲜劳动党秘書局下指挥，1986年12月的第8届最高人民会议第1次会議又改隶政務院（内閣）。
1990年代後半期因朝鲜发生大飢饉而实行苦难行军，社会安全部内张成泽（当時为朝鲜劳动党中央组织部第一副部長）指揮秘密警察組成「深化組」，深化組在1997年至2000年对国内进行了大規模肃清。后由于牵连过广甚至出现大量逼供事件，引起民众的不满情绪，清洗被金正日在2000年宣布中止。由于该事件影响，2000年4月该机构改称人民保安省（인민보안성），2010年改称人民保安部，成为国防委員会的直属部门。
2020年6月，第七届朝鲜劳动党中央军事委员会第四次扩大会议后，该部改称社会安全省。

## 組織
社会安全省总部位于平壤市西城区。下设各道社会安全局、市（郡）社会安全部、区域社会安全部等下属部门。
社会安全省的幹部实行与朝鮮人民軍名称相同的军衔（軍事称号）。高级幹部一般也是现役军人。下級組織的警員称社会安全員。
社会安全省设置下列直属机构：
- 朝鲜社会安全军
- 朝鲜铁路保安局
- 金正日人民公安大学

| 政治局 - 組織部局長（조직부국장） - 領導幹部（간부부） - 靑年事業部（청년사업부） - 勤勞團體部（근로단체부） - 黨員登錄課（당원등록과） - 黨生活指導課（당생활지도과） - 赤衛隊事業部（적위대사업부） - 宣傳部局長（선전부국장） - 金日成思想硏究室（김일성사상연구실） - 史跡禮品館（선물사적관） - 美術創作課（미술창작과） - 文藝創作課（문예창작과） - 圖書室（도서실） - 出版物普及室（출판물보급실） - 金正日花溫室（김정일화온실） | 中央機關保安部（중앙기관보안부） - 人民委員會保安部（인민위원회보안부） - 外交部保安部（외교부보안부） - 大使館保安部（대사관보안부） - 科學院保安部（과학원보안부） - 內閣保安部（내각보안부） - 綜合大學保安部（종합대학보안부） |

### 參謀長
|                                                                                                | |
| - 監察局（감찰국） - 搜査局（수사국） - 作戰局（작전국） - 預審局（예심국） - 教化局（교화국） - 消防局（호안국） - 警備訓練局（경비훈련국） | - 通信局（통신국） - 兵器局（병기국） - 財政局（재정국） - 後方局（후방국） - 建設局（건설국） - 資材管理局（자재관리국） - 金鑛管理局（금광관리국） |

| |  |
| - 第1處(外事處)（1처(외사처)） - 第2處(教育處)（2처(교육처)） - 第3處(運輸處)（3처(운수처)） - 第4處(軍醫處)（4처(군의처)） - 第5處(反航空處)（5처(반항공처)） - 第6處(財務處)（6처(경리처)） - 第11處(商標印刷處)（11처(상표인쇄처)） |  |

| | |
| - 鐵道保安局（철도보안국） - 電子計算機硏究所（전자계산기연구소） - 勘查管理局（답사관리국） - 機要連絡所（기요연락소） - 檢察所（검찰소） - 第7總局(工兵總局)（7총국(공병총국)） - 第8總局(道路總局)（8총국(도로총국)） | - 國土總局（국토총국） - 地下鐵道管理局（지하철도관리국） - 第116機動隊（116기동대） - 警備中隊（경비중대） - 醫院（） - 鴨綠江體育團（압록강체육단） - 道·直轄市 保安局（도·직할시 보안국） |

## 歴任领导
1. 太炳烈（1967年）
2. 白鶴林 次帥（1985年；2000年4月－2003年7月）
3. 崔龍洙（2003年7月－2004年7月）
4. 朱霜成（2004年7月－2009年4月；2009年4月－2011年3月）
5. 李明秀（2012年4月－2013年2月）
6. 崔富日（2013年2月－2020年2月）
7. 金正鎬（2020年2月－2022年6月）
8. 朴秀逸（2022年6月－2023年1月）
9. 李泰燮（2023年1月－至今）

## 軍階與軍銜
| 軍階                | 軍銜 |
| ------------------- | ---- |
| 대장 (大將)         |      |
| 상장 (上將)         |      |
| 중장 (中將)         |      |
| 소장 (少將)         |      |
| 대좌 (大佐)         |      |
| 상좌 (上佐)         |      |
| 중좌 (中佐)         |      |
| 소좌 (少佐)         |      |
| 대위 (大尉)         |      |
| 상위 (上尉)         |      |
| 중위 (中尉)         |      |
| 소위 (少尉)         |      |
| 특무상사 (特務上士) |      |
| 상사 (上士)         |      |
| 중사 (中士)         |      |
| 하사 (下士)         |      |
| 상급병사 (上級兵士) |      |
| 중급병사 (中級兵士) |      |
| 하급병사 (下級兵士) |      |
| 초급병사 (初級兵士) |      |